# トリプルクラウン校

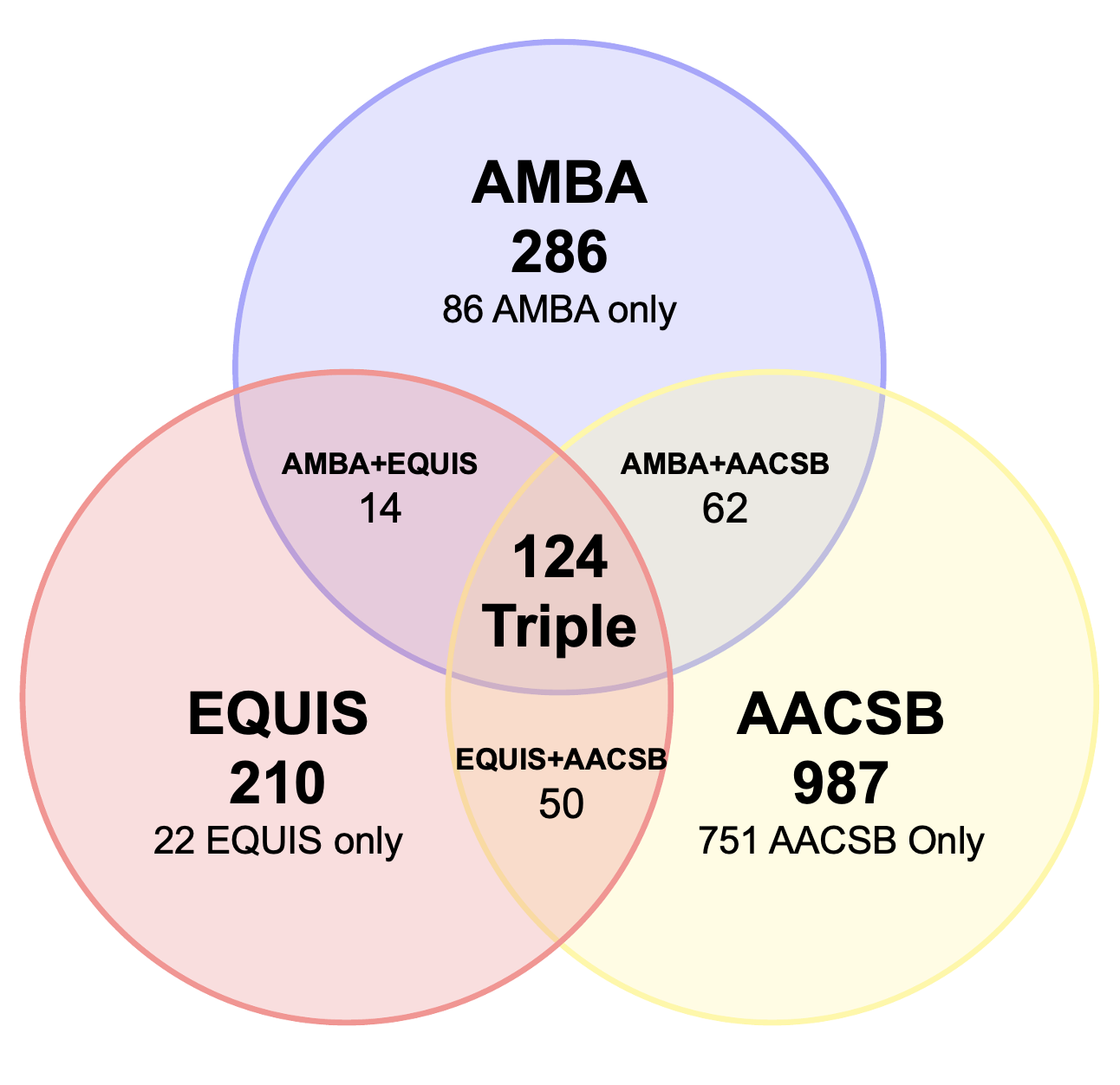
2023年06月時点、複数の認証を受けている学校の数

トリプルクラウン校（Triple_accreditation）とは、世界の主なアクレディテーション機関である米国AACSB、英国AMBA、および欧州EQUISの3機関より認証を受けた、ビジネススクール（商業・経営・経営管理の高等教育機関）のことを指す。また、同3機関から認証を受けていることをトリプルアクレディテーションという。

## 概要
世界のビジネススクールの主なアクレディテーション機関（評価・認定する機関）としては、米国においては Association to Advance Collegiate Schools of Business（AACSB）であり、欧州ではAssociation of MBAs（AMBA）およびEFMDが発行する欧州品質改善システム（EQUIS）の3種類がある。
現在、世界124校が該当し、日本国内でトリプル・アクレディテーションを取得しているのは名古屋商科大学（世界101校目）。

## 世界のトリプルクラウン校
2023年1月現在で、以下のビジネススクールは上記定義に該当する。

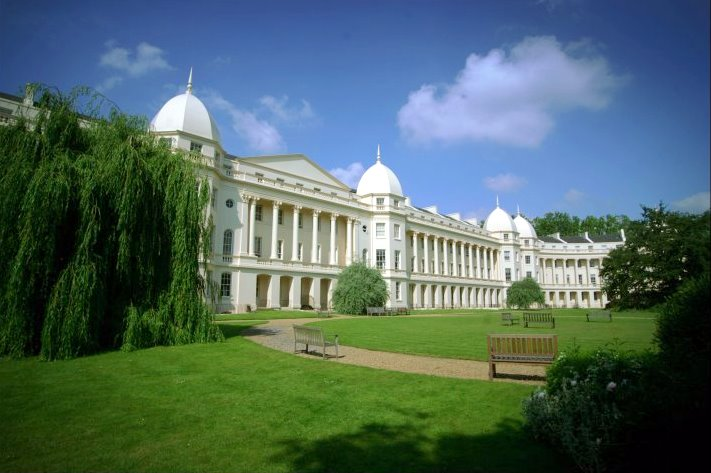
ロンドン・ビジネス・スクール

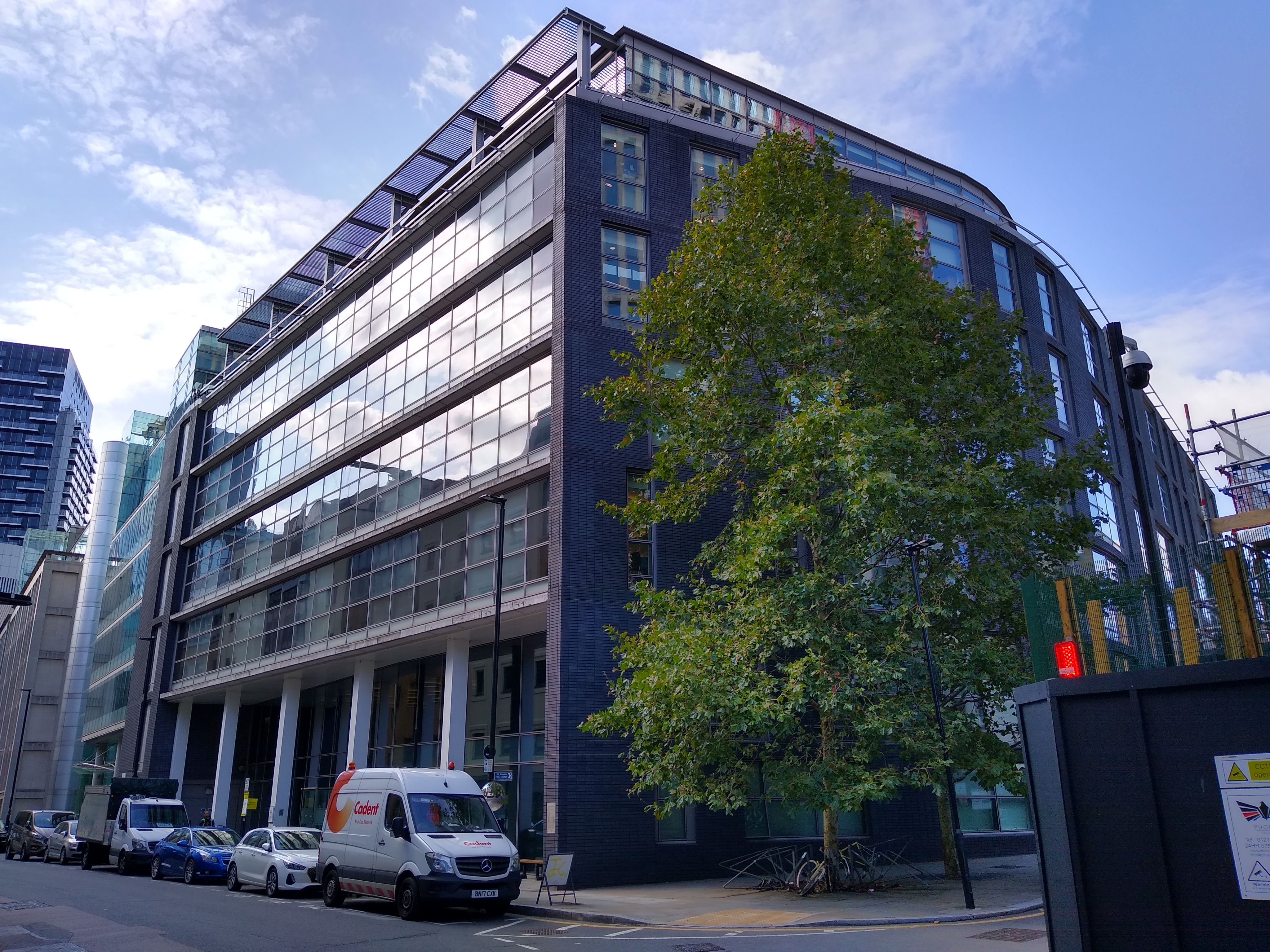
ベイズ・ビジネス・スクール

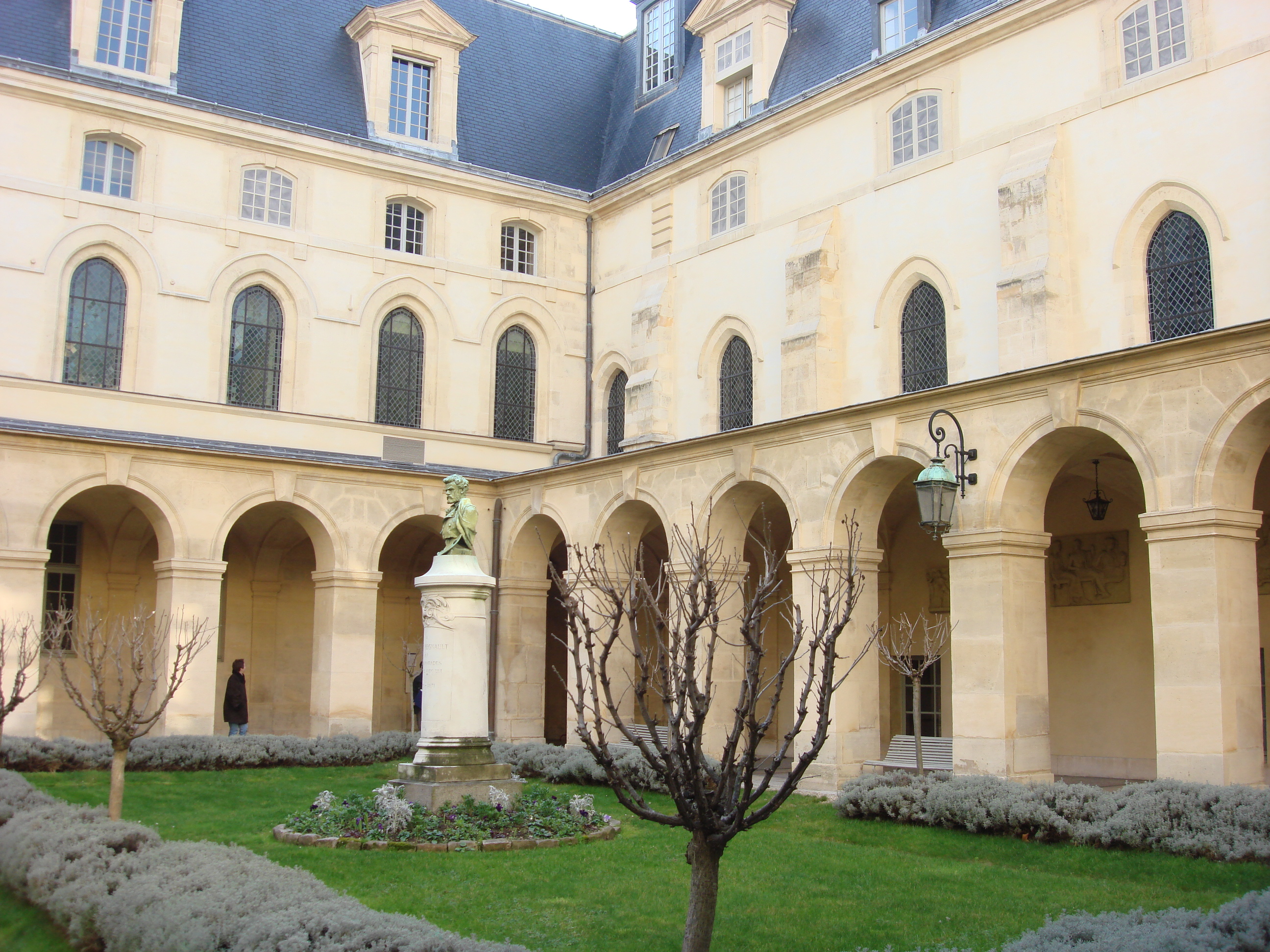
HECパリの校舎

### ヨーロッパ

#### イギリス
- ロンドン大学：ロンドン・ビジネス・スクール [4]
- ロンドン大学シティ校：ベイズ・ビジネス・スクール[5]
- インペリアル・カレッジ・ロンドン：インペリアル・カレッジ・ビジネス・スクール：[6]
- ダラム大学：ダラム・ビジネス・スクール[7]
- マンチェスター大学：マンチェスター・ビジネス・スクール[8]
- ウォーリック大学：ウォーリック・ビジネス・スクール[9]
- ランカスター大学

フランス
- INSEAD（フォンテンブロー、シンガポール）
- ESSEC（パリ、シンガポール）
- HECパリ（パリ）
- ESCP（パリ、トリノ、ベルリン、ロンドン、マドリード、パリ、トロント、ワルシャワ[10]。）
- EMリヨン（リヨン）
- EDHEC（パリ、ニース、リール）
- インセック経済商業高等学院  (パリ、ボルドー、リヨン、シャンベリー、モナコ公国、サンフランシスコ、ロンドン、アビジャン、上海)
- TBS (トゥールーズ、パリ、バルセロナ、カサブランカ）

スペイン

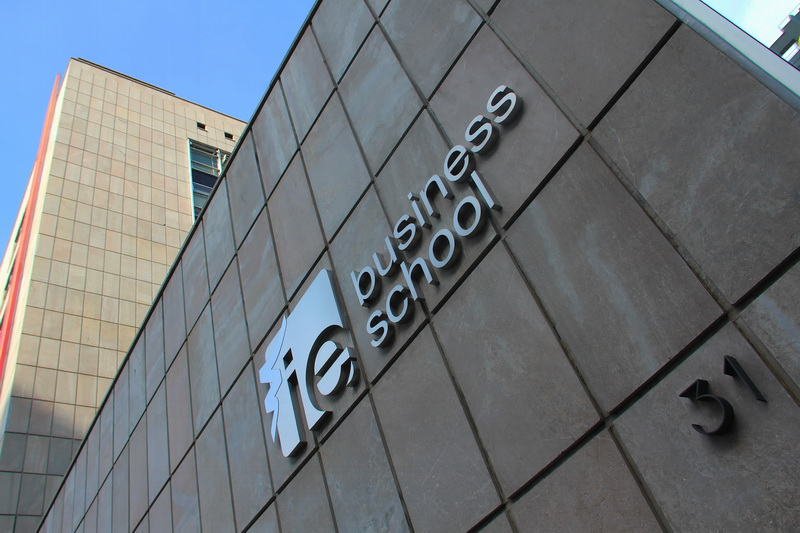
IE ビジネススクール

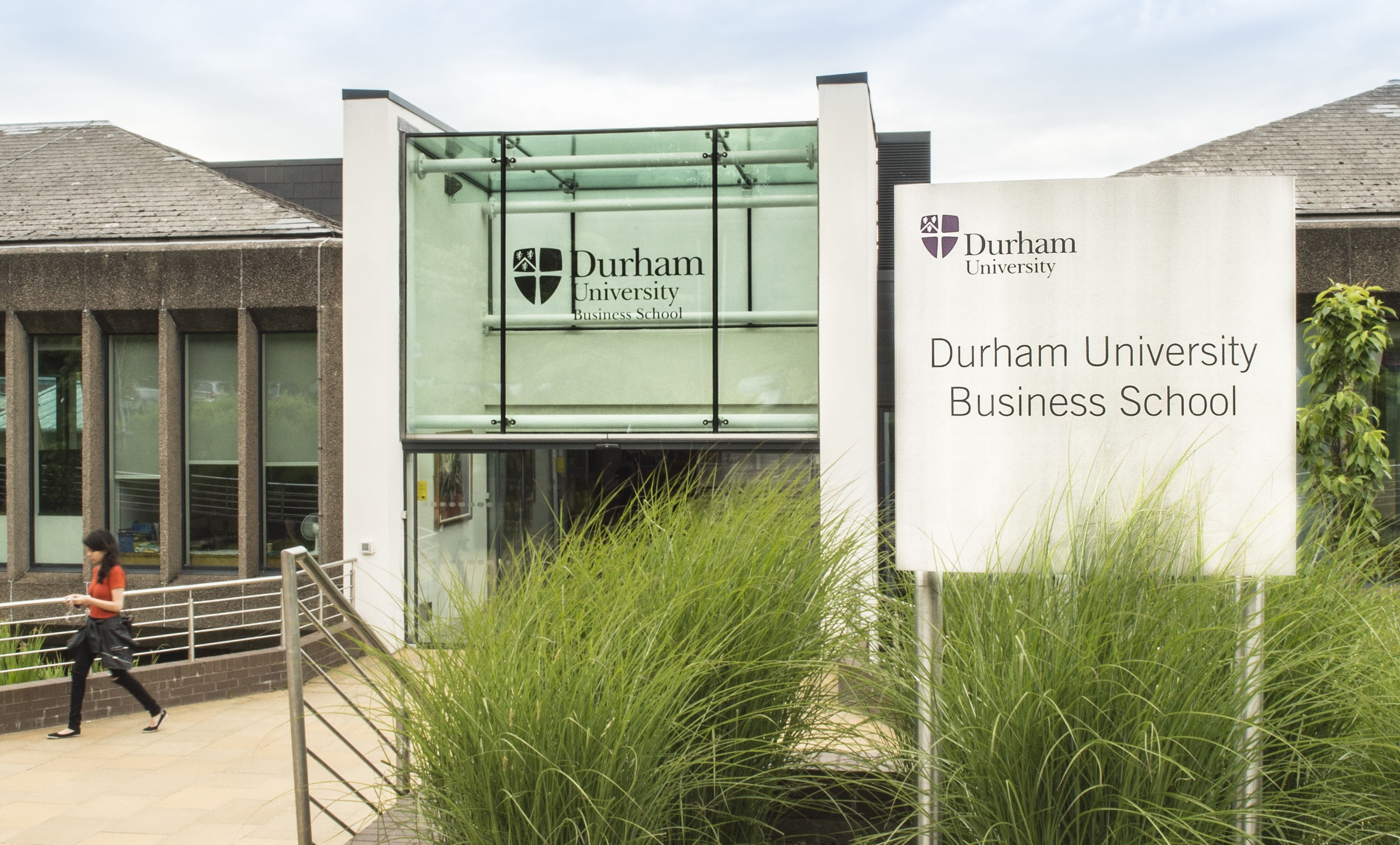
ダラム・ビジネス・スクール

- ESADE（ESADE Business School）：バルセロナ
- IE ビジネススクール：マドリード
- IESE：バルセロナ

#### ドイツ
- マンハイムビジネススクール

#### イタリア
- SDA ボッコーニ（SDA Bocconi School of Management）：ミラノ

#### オランダ
- RSM（RSM Erasmus University）：ロッテルダム

#### スイス
- IMD（International Institute for Management Development）：ローザンヌ
- ザンクトガレン大学:ザンクトガレン

### アジア

#### 日本
- 名商大ビジネススクール：NUCB Business School

#### 韓国
- 延世大学校

#### 中国
- 上海交通大学：安泰経管学院（ACEM）
- 北京理工大学（BIT）
- 嶺南大學（LN/LU）
- 中山大学
- 同济大学
- 長江商学院
- 中欧国際工商学院
- 対外経済貿易大学
- 浙江大学
- 厦门大学
- 西安交通リバプール大学：International Business School Suzhou
- 武汉大学：经济与管理学院
- 澳門大學

### 米州

#### 米国
- ハルト・インターナショナル・ビジネス・スクール
- マイアミ大学：Miami Herbert Business School
- ワシントン大学：Olin Business School

カナダ
- HECモントリオール
- オタワ大学：Telfer School of Management

メキシコ
- モンテレイ工科大学：EGADE Business School

ペルー
- ペルー・カトリカ大学：CENTRUM